# Красуський Іван Адамович
Іва́н Ада́мович Красу́ський (20 квітня 1866, Москва — 1937) — український хімік польського походження, інженер-технолог. Брат хіміка Костянтина Красуського та анатомині Анни Красуської.

## Біографія
Навчався у Санкт-Петербурзькому університеті (1884—1888), у 1889 закінчив фізико-математичний факультет відділення природничих наук Університету св. Володимира у Києві зі ступенем кандидата фізико-математичних наук. Два семестри слухав лекції та проходив практикум із цукроваріння та буряківництва в лабораторіях Цюріхського і Брауншвейзького політехнікумів. Практичні навички виробництва цукру він отримав, коли працював на цукрових заводах в Німеччині на заводі Twulpstedf та в Росії на Андрушковському заводі.
У 1893 році Іван Красуський перейшов до Харківського університету на посаду лаборанта агрономічної лабораторії, а після складання іспиту на магістра хімії (1898) став читати лекції на кафедрі хімії як приват-доцент.
Після успішного виконання програми стипендіата та одержання звання інженера-технолога у Харківському технологічному інституті (1900), став викладати у ньому курс хімічної технології харчувальних речовин. У ньому працював з перервами до 1922 року на посадах професора (1903), завідувача кафедрою харчових речовин, ректора. У 1904—1905 — професор Варшавського політехнічного інституту. Приват-доцент (1908—1916), професор Харківського університету. Викладав також у Харківському ветеринарному інституті (1901—1904), у Кубанському політехнічному та медичному інститутах (1919—1920). У 1921—1923 — професор кафедри товарознавства і технології Харківського комерційного інституту.
У 1923 році організував Український інститут прикладної хімії та до 1927 був на посаді його директора. Голова Всеукраїнської асоціації інженерів у 1925—1929 роках, з 1930 — професор Харківського хіміко-технологічного інституту.

## Наукова діяльність
Наукові дослідження пов'язані з хімією ґрунтів.
Редактор «Известий Харьковского Технологического Института» (1908—1917), «Известий Южно-Русского Общества технологов»
(1910—1911, 1916).
Був секретарем (1894—1899), членом Ради (1899—1902) та віце-головою (1902—1904) Харківського товариства сільського господарства. Член правління Харківської громадської бібліотеки (1894—1904). Учасник у Менделєєвських з'їздів (1907, 1911). Попечитель Харківського навчального округу (1917).